# Wiereńki
Wiereńki (biał. Вярэнькі; ros. Вереньки) – wieś na Białorusi, w obwodzie witebskim, w rejonie dokszyckim, w sielsowiecie Parafianowo.
W pobliżu znajduje się przystanek kolejowy Wiereńki, położony na linii Połock - Mołodeczno.

## Historia
W czasach zaborów w powiecie wilejskim w guberni wileńskiej Imperium Rosyjskiego.
W dwudziestoleciu międzywojennym wieś leżała w Polsce, w województwie wileńskim, w powiecie duniłowickim, od 1926 w powiecie dziśnieńskim, w gminie Parafianów.
Według Powszechnego Spisu Ludności z 1921 roku zamieszkiwało tu 175 osób, wszystkie były wyznania rzymskokatolickiego i zadeklarowały polską przynależność narodową. Było tu 27 budynków mieszkalnych. W 1931 wykazano wieś i koszarkę kolejową . Koszarka Wiereńki na mapie WIGu występuje pod nazwą Zabiegi Przystanek. W 1931 wieś w 29 domach zamieszkiwało 169 osób, a koszarkę w 2 domach 8 osób.
Wierni należeli do parafii rzymskokatolickiej w Parafianowie i prawosławnej w m. Sitce Wielkie. Miejscowość podlegała pod Sąd Grodzki w Dokszycach i Okręgowy w Wilnie; właściwy urząd pocztowy mieścił się w Parafianowie.
Po agresji ZSRR na Polskę w 1939 roku wieś znalazła się w granicach BSRR. W latach 1941–1944 była pod okupacją niemiecką. Następnie leżała w BSRR. Od 1991 roku w Republice Białorusi.
Do 1959 wieś wchodziła w skład sielsowietu Parafianowo